# Kiero Small
Kiero Small (Baltimora, 25 gennaio 1991) è un giocatore di football americano statunitense che gioca nel ruolo di fullback per i Baltimore Ravens della National Football League (NFL). Fu scelto nel corso del settimo giro (227º assoluto) del Draft NFL 2014 dai Seattle Seahawks. Al college ha giocato a football all'Università dell'Arkansas.

## Carriera universitaria
Small giocò dal 2011 al 2013 con gli Arkansas Razorbacks. In precedenza era stato premiato come junior college All-American nel 2010, giocando come fullback e linebacker all'Hartnell Community College

## Carriera professionistica

### Seattle Seahawks
Staten fu scelto nel corso del sesto giro del Draft 2014 dai Seattle Seahawks, venendo svincolato prima dell'inizio della stagione regolare.

### Cleveland Browns
Il 31 agosto 2014, Small firmò per far parte della squadra di allenamento dei Cleveland Browns. Debuttò come professionista partendo come titolare nella vittoria della settimana 8 contro gli Oakland Raiders. Fu svincolato l'11 novembre 2014 dopo avere disputato tre partite, tutte come titolare.

### Baltimore Ravens
Il 14 novembre 2014, Small firmò con la squadra di allenamento dei Baltimore Ravens.

## Statistiche
| Partite totali      | 3 |
| Partite da titolare | 3 |
| Yard ricevute       | 0 |
| Touchdown           | 0 |